# VIII Recenseamento Geral da População de Portugal
O VIII Recenseamento Geral da População Portuguesa foi em 12 de Dezembro de 1940 e, segundo este, Portugal era constituído por 7 755 423 indivíduos.